# Larga (okręg Marmarosz)
Larga – wieś w Rumunii, w okręgu Marmarosz, w gminie Suciu de Sus. W 2011 roku liczyła 345 mieszkańców.